# Amaro Pargo
Amaro Pargo, właśc. Amaro Rodríguez Felipe y Tejera Machado (ur. 3 maja 1678 w San Cristóbal de La Laguna, zm. 4 października 1747 tamże) – hiszpański kaper i kupiec.
Urodził się 3 maja 1678 w wielodzietnej rodzinie. Na jego młodość wpłynęła obecność i rozwój piractwa na Wyspach Kanaryjskich. Dostosował ładownie swoich statków, przewoził niewolników, których wykorzystywał na karaibskich plantacjach. Handlował również takimi produktami, jak wino, brandy i kakao.
Przyjaźnił się z siostrą Maríą de Jesús. 9 stycznia 1727 otrzymał tytuł szlachecki w Madrycie. Amaro miał nieślubnego syna Manuela de la Trinidad Rodríguez Felipe. W Hiszpanii uznawany był za bohatera narodowego, głównie za sprawą walk z Brytyjczykami i Holendrami.
Zmarł 4 października 1747 i po śmierci pochowano go w kościele parafialnym Santo Domingo w San Cristóbal de La Laguna.
W listopadzie 2013 dokonano ekshumacji szczątków w celu ich zbadania. Prace sfinansował producent gry komputerowej Assassin’s Creed IV: Black Flag.